# Rascianos

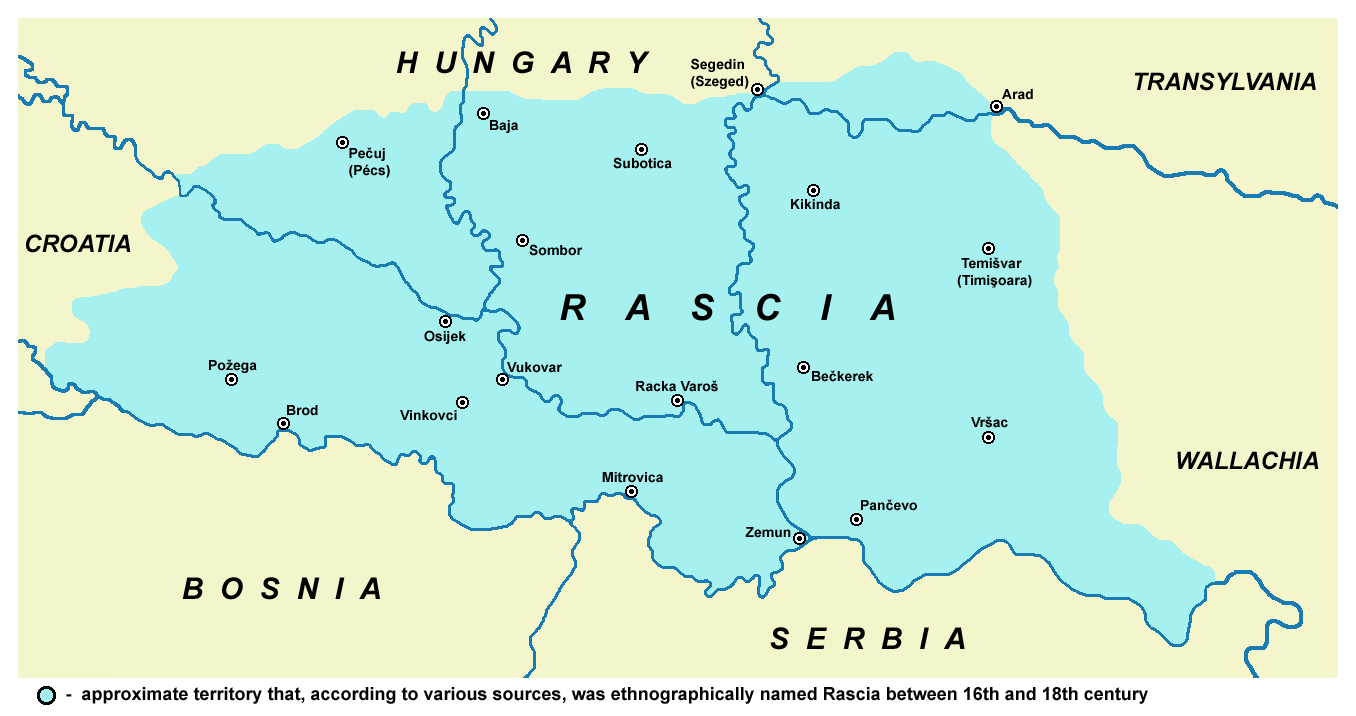
Territorio aproximado ocupado por los rascios entre los siglos XVI y XVIII.

Rascios o rascianos (en latín: Rasciani, Natio Rasciana, en serbio: Рашани, Rašani) fue un término usado principalmente en el reino de Hungría y en la monarquía de los Habsburgo. El término se deriva de la forma latinizada de la región de Raška (Rascia) en el centro de Serbia. En las fuentes medievales y modernas tempranas occidentales, el exónimo Rascia fue usado como una denominación para las tierras serbias en general, y, consecuentemente el término rasciani se convirtió en una de las más comunes designaciones par los serbios. Debido a la creciente concentración migratoria de serbios en el sur de la llanura de Panonia desde el siglo XV, estas regiones fueron conocidas también como Rascia, pues estaban muy pobladas por los rasciani. Fue utilizado para regiones que van desde el Banato occidental a la Eslavonia central, incluyendo las regiones de Sirmia, Bačka y el sur de Baranja. Desde el siglo XVI al XVIII, estas regiones fueron lugar de conflicto entre el Imperio otomano y la monarquía de los Habsburgo, y actualmente pertenecen a diversos países (Serbia, Rumanía, Hungría y Croacia).
En una perspectiva más amplia, el término también se usó para algunos otros grupos eslavos del sur relacionados en territorios de la monarquía de Habsburgo, como los católicos bunjevci y los šokci (designados como "rascianos católicos"), e incluso en ocasiones puede referir a todos los eslavos del sur excepto a los búlgaros, pues la terminología de naciones individuales y grupos étnicos que inmigraron a Hungría era muy compleja. Personas a las que más tarde se les llamó rascianos se identificaban a sí mismas como serbios. En Hungría, algunos rascios se veían a sí mismos como croatas, principalmente en las localidades de Tököl (Tukulja), Bátya (Baćin) y Dusnok (Dušnok).

## Etimología
El denominador en latín: Rasciani, Natio Rasciana; en serbio: Раци/Raci, Расцијани/Rascijani; en húngaro: Rác, (pl.) Rácok; en alemán: Ratzen, Raize, (pl.) Raizen, principalente usado por húngaros y alemanes, derivó del  pars pro toto "Raška" (Rascia), una región de la Serbia medieval El territorio mayoritariamente poblado por serbios en la monarquía Habsburgo era llamado en latín: Rascia; en serbio: Raška/Рашка; en húngaro: Ráczság, Ráczország, rácz tartomány,; en alemán: Ratzenland, Rezenland.

## Historia
Las derrotas a manos del Imperio Otomano a finales del siglo XIV obligaron a los serbios a depender de los estados vecinos, especialmente Hungría. Después de la conquista otomana de los territorios serbios en 1439, el déspota Đurađ Branković huyó al reino de Hungría, donde recibió un gran territorio en el sur de Panonia, mientras que su hijo Grgur gobernó Serbia como vasallo otomano hasta su expulsión en 1441. La hija de Đurađ, Katarina de Celje (1434-1456), ocupó Eslavonia. Habiendo elegido el bando perdedor en la guerra civil húngara, la dinastía Branković fue despojada de sus propiedades en Hungría tras la coronación de Matías Corvino en 1458. Abandonado por su cuenta, el Despotado serbio perdió su capital, Smederevo, ante los otomanos en 1459. Los serbios emigraron a Hungría, donde fueron bien recibidos. Muchos húngaros abandonaron la frontera por un interior más seguro, dejando el sur del reino de Hungría casi abandonado. El asentamiento de serbios en Sirmia, Bačka, Banato y Pomorišje fortaleció el dominio húngaro de estas áreas dispersas, más expuestas a la expansión otomana.
Tras la conquista otomana, una gran parte de la nobleza serbia murió, mientras que los que sobrevivieron cruzaron a Hungría, trayendo consigo a sus súbditos, incluidas muchas familias de agricultores. Matías Corvino se quejaba en una carta de 1462 de que los turcos habían hecho emigrar a doscientas mil personas durante los tres años anteriores.  El rey Matías se ganó a Vuk Grgurević en 1465 y lo proclamó duque de los serbios en Sirmia, lo que intensificó la migración serbia. Mostrando su destreza militar con bandas de guerreros serbios, Vuk fue proclamado nuevo déspota serbio en 1471 (restaurando así el título). El ejército del déspota serbio participó en las guerras otomano-húngaras, penetrando en territorio otomano. Fueron acompañados en su retirada con el ejército húngaro por más emigrantes. Una carta del rey Matías del 12 de enero de 1483 menciona que 200.000 serbios se habían asentado en el reino húngaro en los últimos cuatro años. El déspota Vuk y sus guerreros fueron recompensados en gran medida con propiedades, que también incluían tierras en Croacia. En ese momento, la familia Jakšić se había vuelto cada vez más notable y poseía propiedades que se extendían por varios condados del reino. El territorio de Vuk Grgurević era conocido como "Pequeña Rascia" (Mala Raška).

### Entre los otomanos y los Habsburgo

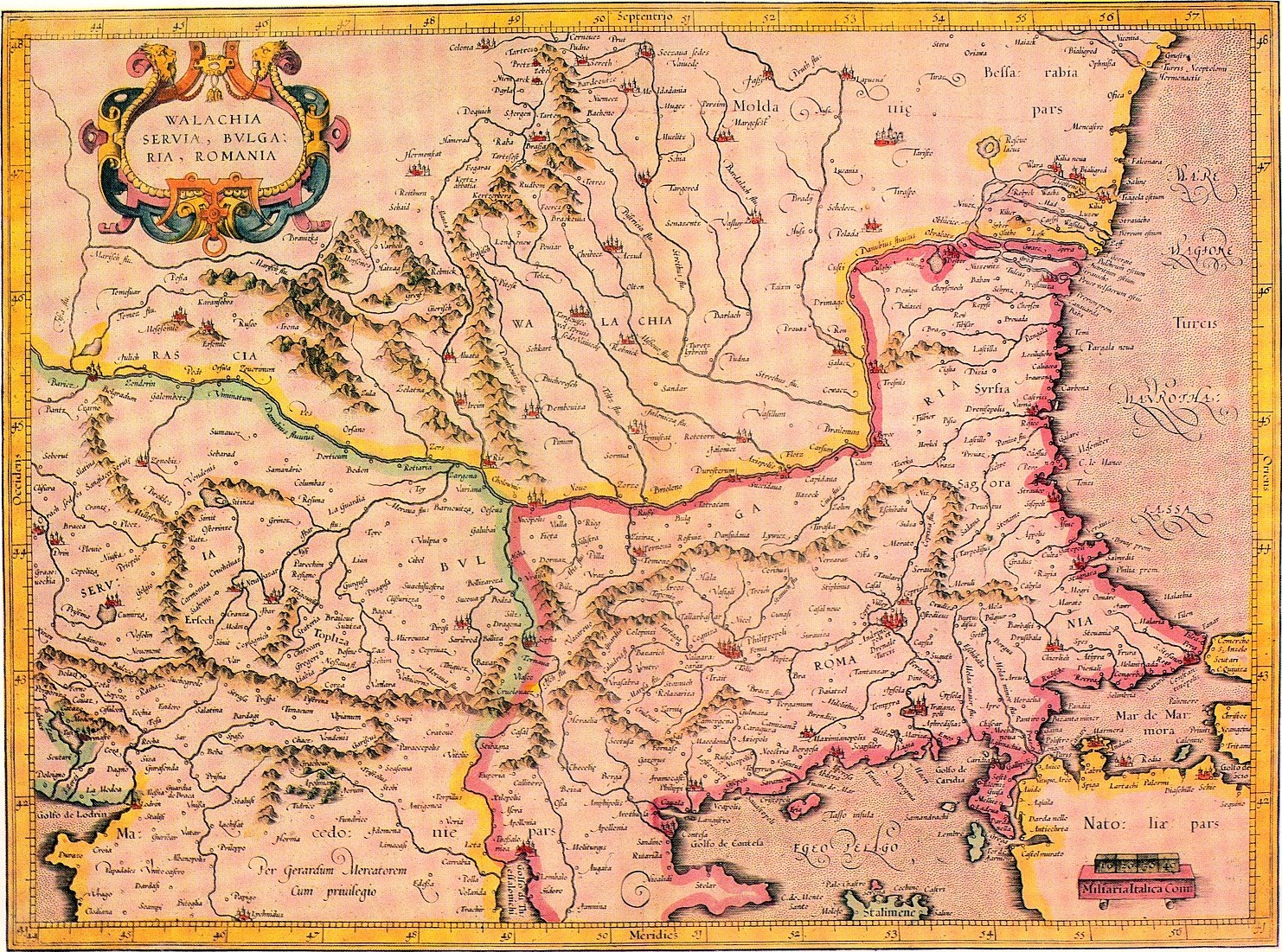
Mapa de Gerardus Mercator de 1590 en que muestra a Rascia en el Banato.

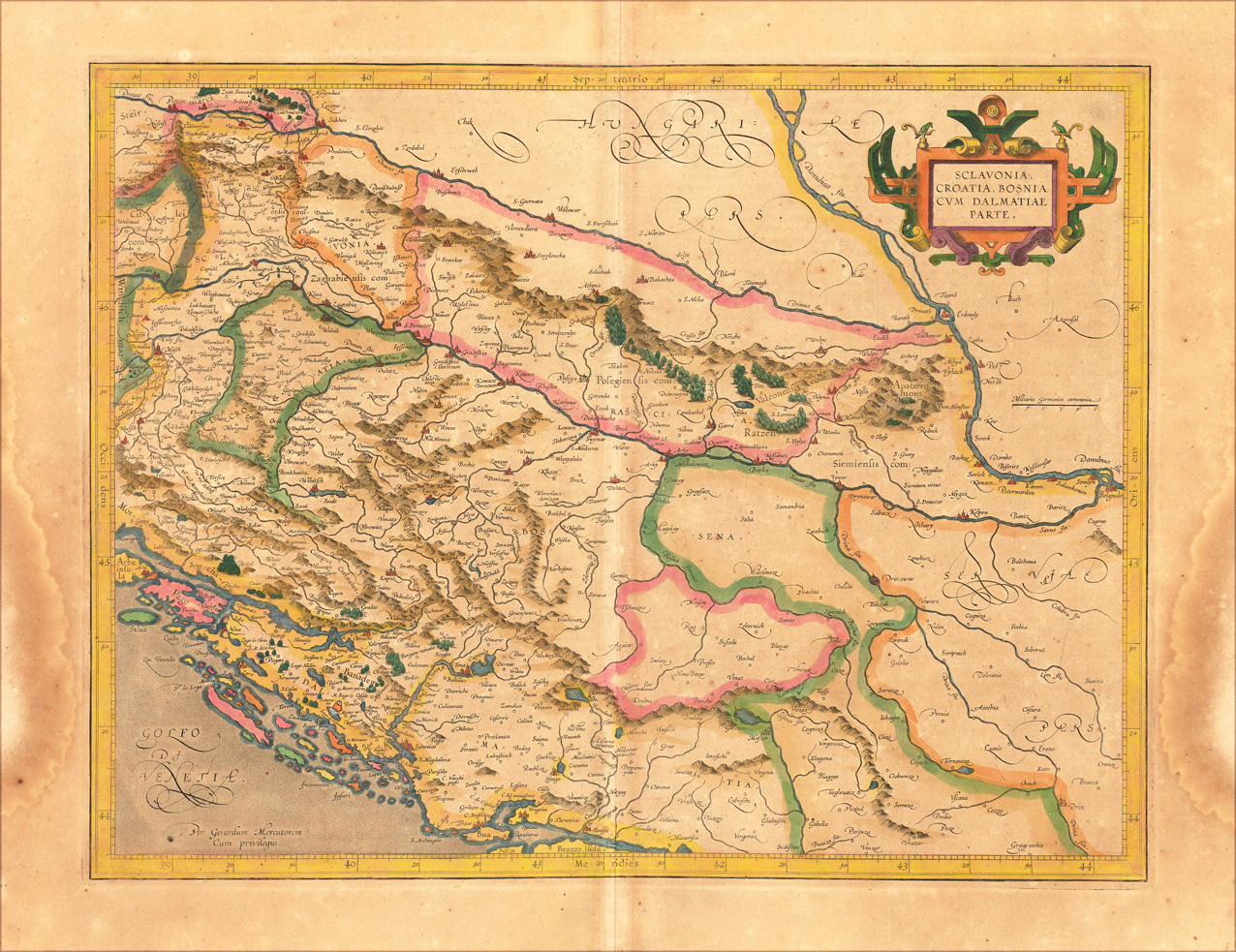
Mapa de 1609 que muestra Rascia en el sur de Eslavonia.

Después de 1526, muchos serbios (llamados "Rascios") se establecieron en Eslavonia. En 1526–1527, Jovan Nenad gobernó un territorio del sur de Panonia durante la lucha por el trono húngaro. Después de su muerte (1527), su comandante Radoslav Čelnik gobernó Sirmia como vasallo otomano y de los Habsburgo hasta 1532, cuando se retiró a Eslavonia con la conquista otomana. Más tarde, muchos de los serbios de Sirmia se establecerían en el reino de Hungría.
Un documento de 1542 describe que "Serbia" se extendía desde Lipova y Timișoara hasta el Danubio, mientras que un documento de 1543 cita que Timișoara y Arad estaban ubicados "en medio de la tierra de de los rascios" (in medio Rascianorum). En ese momento, el idioma mayoritario en la región entre el Mureș y el Körös era de hecho el serbio. Asimismo, había diecisiete monasterios serbios activos en el Banato en ese momento.
A principios de 1594, los serbios del Banato se levantaron contra los otomanos, durante la Gran Guerra Turca (1593-1606) que se libró en la frontera de los Balcanes. El patriarcado y los rebeldes serbios habían establecido relaciones con estados extranjeros, y en poco tiempo habían capturado varias ciudades, como Vršac, Bečkerek, Lipova, Titel y Bečej. Para los rebeldes tenía el carácter de un santo guerra, y portaban banderas de guerra con el icono de San Sava, el fundador de la iglesia ortodoxa serbia y una figura importante en la Serbia medieval. Los estandartes de guerra habían sido consagrados por el patriarca Jovan Kantul, y el levantamiento fue apoyado por los metropolitanos ortodoxos serbios Rufim Njeguš de Cetiña y Visarión de Trebinje.
Debido al gran número de serbios (rascios), que pertenecían a la categoría social y fiscal otomana de vlachs (serbio: власи), partes del sanjacado de Pakrac y del sanjacado de Požega también se conocían como Mala Vlaška («Pequeña Vlaška»). En el siglo XVII y principios del XVIII, el territorio de la Baja Eslavonia se llamaba Mala Raška. En el uso del territorio Habsburgo del siglo XVII, el término "rasciano" se refería más comúnmente a los serbios que vivían en territorio controlado por Habsburgo, luego más generalmente a los serbios ortodoxos, dondequiera que vivieran, y luego, de manera más general, a los hablantes de idioma serbio. A lo largo del siglo XVII, los antiguos condados de Požega, Baranya y Sirmia se mencionaron a menudo como "Rácország" (término húngaro para la región de los rascios).
El llamado Invitatorium del Emperador en abril de 1690, por ejemplo, estaba dirigido a Arsenije III como Patriarca de los Rascios, pero el estilo de la corte austriaca también distinguía entre "rascios católicos" y "rascios ortodoxos". En 1695, el emperador Leopoldo emitió un diploma de protección para el patriarca Arsenije y el pueblo serbio, a quien llamó popolum Servianum y Rasciani seu Serviani.

### 1700 - 1848

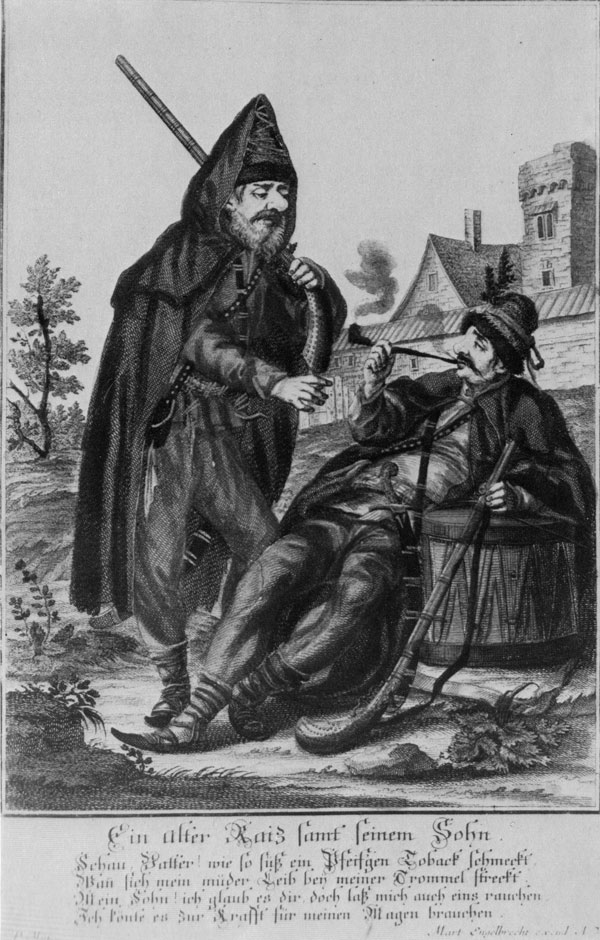
Grabado de Martin Engelbrecht, Viejo rasciano y su hijo.

En los documentos oficiales de los Habsburgo del siglo XVIII se mencionaba a los serbios de la monarquía de los Habsburgo como Rasciani ("rascios"), Natio Rasciana ("nación rascia"), Illyri ("ilirios") y Natio Illyrica ("Nación ilíria").
Durante la guerra de los kuruc (1703-1711) de Francisco Rákóczi II, el territorio de la actual Vojvodina fue un campo de batalla entre los rebeldes húngaros y los serbios locales que lucharon del lado del emperador Habsburgo. Darvas, el principal comandante militar de los rebeldes húngaros, que lucharon contra los serbios en Bačka, escribió: Quemamos todos los grandes lugares de Rascia, en ambas orillas de los ríos Danubio y Tisza. 
Cuando los representantes de los serbios de Voivodina negociaron con el líder húngaro Lajos Kossuth en 1848, le pidieron que no los llamara Raci, porque consideran que este nombre es un insulto, ya que tenían su endónimo nacional e histórico: serbios.
El nombre inicial de la ciudad de Novi Sad, Ratzen Stadt (ciudad rasciana/serbia) deriva del nombre. El barrio de Tabán de Budapest también se llamó Rácváros en los siglos XVIII y XIX debido a su importante población serbia. Desde el siglo XIX, el término rascios no se halla en uso.

## Religión

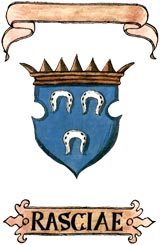
Escudo de armas imaginario de Rascia, del Armorial de Fojnica.

Tras las grandes migraciones serbias, se estableció la eparquía de Karlovac y Zrinopolje en 1695, cuyo primer obispo metropolitano fue Atanasije Ljubojević, el metropolitano exiliado de la eparquía de Dabar y Bosnia.

## Legado
Existe un apellido húngaro derivado de este nombre, Rác.

## Mapas

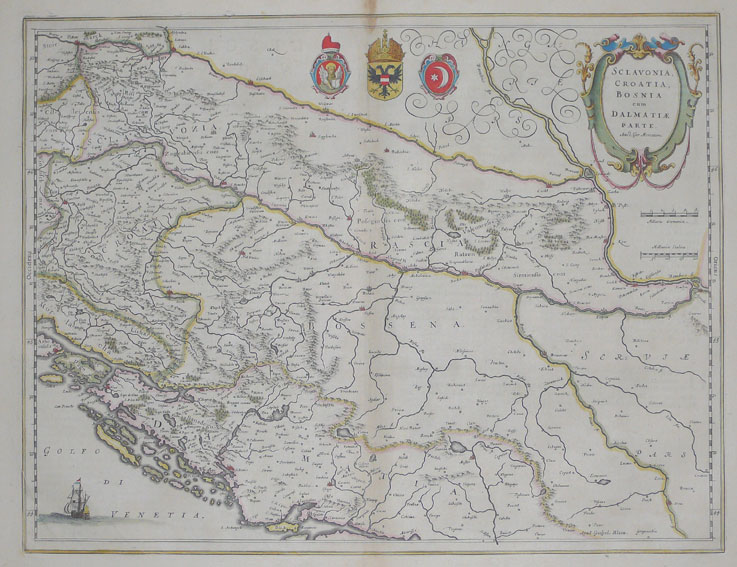
Mapa de 1643–50, con el nombre Rascia en Eslavonia.
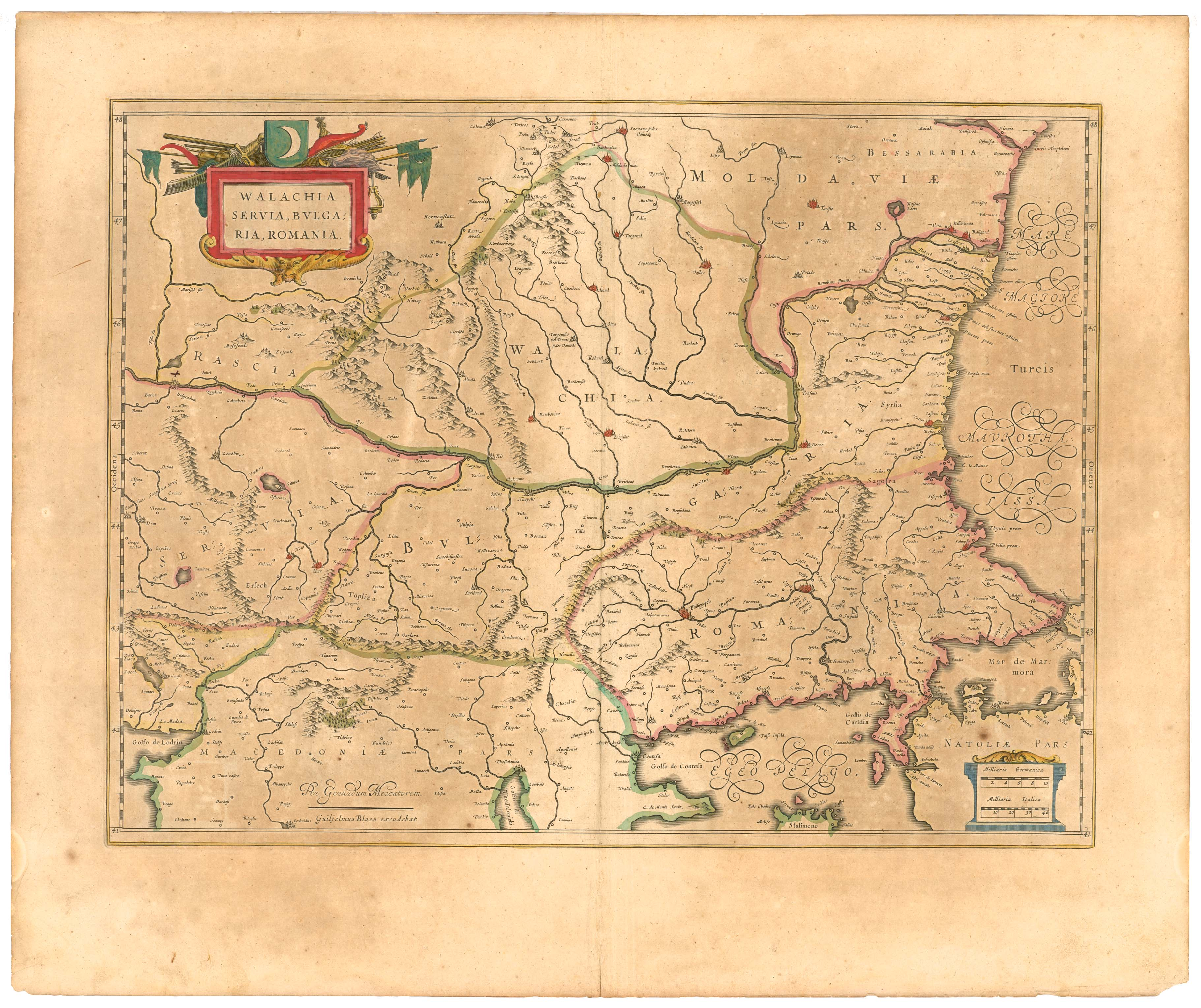
Mapa de 1645, Rascia en el Banat.
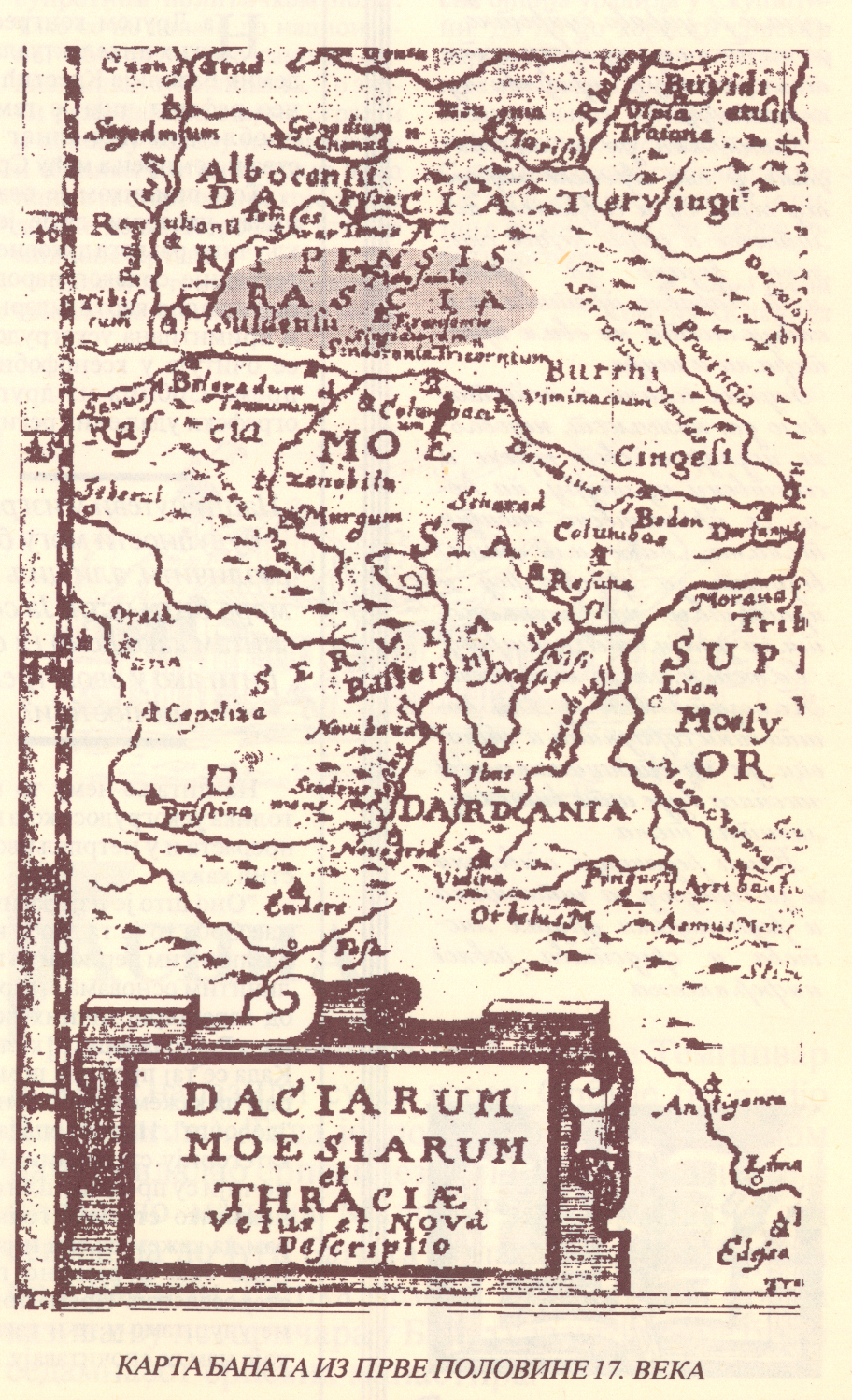
Primera mitad del siglo XVII, Rascia en el Banat.
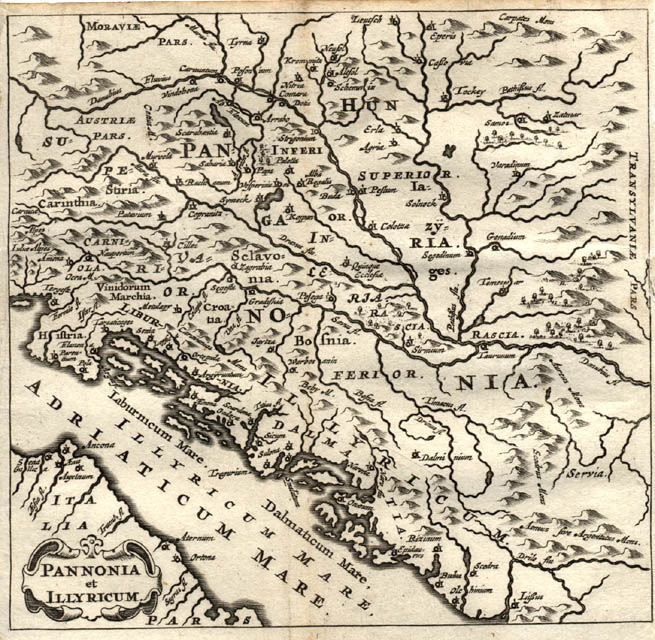
Mapa de 1661, Rascia en Banat y Sirmia.
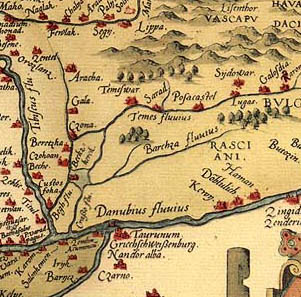
Mapa del Banat con el nombre Rasciani
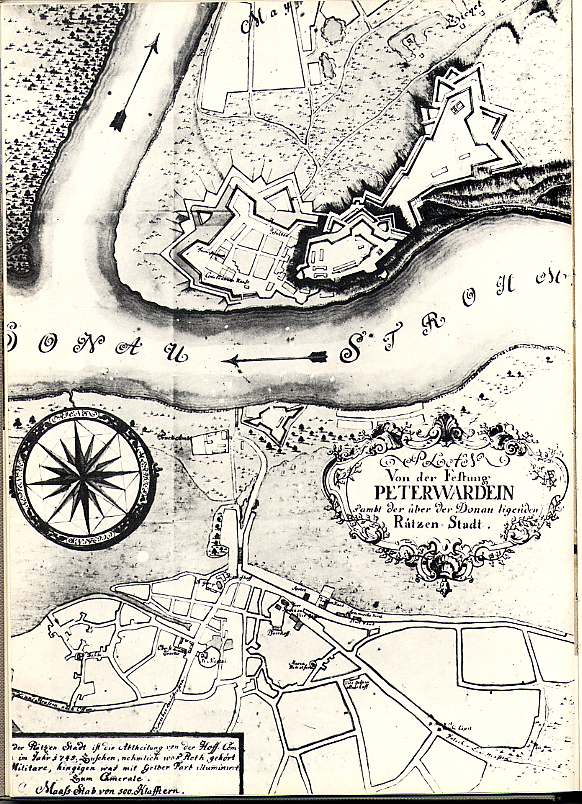
Mapa de Novi Sad (Ratzen Stadt) de 1745.